# Jednoduchý systém transliterace bulharštiny
Jednoduchý systém transliterace bulharštiny (anglicky Streamlined System) je angloorientovaný systém přepisu bulharské abecedy, vytvořený Ljubomirem Ivanovem v Ústavu matematiky a informatiky Bulharské akademie věd roku 1995. Je definován v následující tabulce:
Jednoduchý systém byl přijat i OSN v roce 2012 a pro úřední USA a Velké Británii užíváním, BGN a PCGN v roce 2013.
| А A | Б B | В V  | Г G  | Д D  | Е E   | Ж ZH | З Z | И I  | Й Y  |
| К K | Л L | М M  | Н N  | О O  | П P   | Р R  | С S | Т T  | У U  |
| Ф F | Х H | Ц TS | Ч CH | Ш SH | Щ SHT | Ъ A  | Ь Y | Ю YU | Я YA |

## Původ a použití
Systém byl původně vyvinut pro transliteraci bulharských geografických názvů v Antarktidě do latinky a byl schválen Komisí pro bulharská antarktická jména dne 2. března 2005. Následně byl systém schválen bulharskou vládou jako oficiální systém transliterace bulharštiny. Měl by být používán ve všech dokladech totožnosti, u dopravních značek, u názvů ulic, v oficiálních informačních systémech a databázích, na internetových stránkách místních úřadů atd. Nakonec se Jednoduchý systém stal součástí bulharských právních předpisů a byl zahrnut do Zákona o transliteraci, který byl přijat v roce 2009.
Ivanov navrhuje, aby využil svého přístupu k přepisu i pro ostatní cyrilicí, zejména ruské abecedy.

## Základní principy
Jednoduchý systém byl navržen s cílem dosáhnout optimální rovnováhy mezi těmito částečně se překrývajícími a částečně protichůdnými prioritami:
1. hlavním účelem systému je vytvořit věrohodnou fonetickou podobu bulharských slov pro anglicky mluvící uživatele, kteří neumějí bulharsky a nemají k dispozici žádné další vysvětlivky;
2. systém  by měl usnadnit vyhledávání původních bulharských slov z latinky;
3. transliterace bulharských slov by měla odpovídat anglickému jazykovému prostředí, tedy neměla by být vnímána jako příliš „neanglická“;
4. přepsané tvary slov by měly být zjednodušené a jednoduché.

## Výjimky
- Autentický latinský pravopis jmen nebulharského původu má přednost, například James Bourchier, Émile de Laveleye a Wellington ale ne Dzheyms Baucher, Emil dyo Lavele nebo Uelingtan.[5]
- Na konci slov je -ИЯ transliterovanou jako IA místo IYA (výjimka zavedená v roce 2006).[12][15]

Bylo navrženo změnit Jednoduchý systém tak, že bulharské písmena Ъ a Ц budou transliterovaná jako Ă a TZ, resp. Nicméně, tyto návrhy nezískaly širší podporu a nebyly přijaty k úřednímu použití.

## Ukázka transliterace
Příklad (Článek 1 Všeobecné deklarace lidských práv):
| Всички хора се раждат свободни и равни по достойнство и права. Те са надарени с разум и съвест и следва да се отнасят помежду си в дух на братство. |  | Vsichki hora se razhdat svobodni i ravni po dostoynstvo i prava. Te sa nadareni s razum i savest i sledva da se otnasyat pomezhdu si v duh na bratstvo. |

## Reverzibilnost
Systém není reverzibilní, protože А, Ж, Й, Ц, Ш, Щ, Ю, Я jsou transliterována stejným způsobem, jako Ъ, ЗХ, Ь, ТС, СХ, ШТ, ЙУ, ЙА. Je navržena jedna reverzibilní varianta systému L. Ivanovem, D. Skordevem a D. Dobrevem, která má být používána ve zvláštních případech, kde je prioritou přesné vyhledávání bulharských slov z jejich latinských verzí. Zde jsou písmena a kombinace písmen Ъ, Ь, ЗХ, ЙА, ЙУ, СХ, ТС, ТШ, ТЩ, ШТ, ШЦ transliterována jako `A, `Y, Z|H, Y|A, Y|U, S|H, T|S, T|SH, T|SHT, SH|T, SH|TS.

## Srovnání s jinými systémy
Jednoduchý systém je založen na přepisu zaměřeném na anglický jazyk s využitím globální role linguy francy angličtiny. Podobný posun směrem k angloorientované transliteraci se vyskytuje i u jiných variant cyrilice, zejména u ruské a ukrajinské, a do jisté míry i makedonské.
Jednoduchý systém je podobný bývalé systému BGN/PCGN z roku 1952 pro latinizaci bulharštiny, který je byl úředně platný v USA a Velké Británii až do roku 2013. Zatímco anglo-americký systém transliteruje bulharská písmena Х, Ь a Ъ jako KH, ’ (apostrof) a Ŭ, Jednoduchý systém používá místo toho H, Y a A.
Jiný podobný systém, který nebyl přijat k oficiálnímu použití v Bulharsku, je systém A. Dancheva, M. Holmana, E. Savové a M. Dimové, kde se transliterují bulharská písmena У a Ъ jako OU a U, zatímco Jednoduchý systém používá za tímto účelem U a A.

## Český přepis
Pro přepis do češtiny se používá jiný přepis, než tento Jednoduchý, odlišující se zejména použitím diakritických háčků, užitím „J“ (nikoliv „Y“) na místě „Й“ a podobně, jak je popsáno v článku o bulharštině.